# Flora Sandes
Flora Sandes (Nether Poppleton, 22 gennaio 1876 – Ipswich, 24 novembre 1956) è stata una militare britannica; prestò servizio come membro dell'Esercito Reale Serbo nella prima guerra mondiale (Battaglia di Monastir). Fu l'unica donna britannica ufficialmente a servire come soldato in quella guerra. Inizialmente volontaria della St. John Ambulance, si recò nel Regno di Serbia, dove fu accolta e formalmente arruolata nell'esercito serbo. Successivamente fu promossa al grado di sergente maggiore e, dopo la guerra, a capitano. È stata decorata con sette medaglie fra le quali l'Ordine della Croce Rossa Serba.

## Biografia

### Primi anni
Flora Sandes, (Serbo: Флора Сендс), nacque il 22 gennaio 1876 a Nether Poppleton, nello Yorkshire, figlia minore di una famiglia irlandese. Suo padre era Samuel Dickson Sandes (1822-1914), l'ex Rettore di Whitchurch, nella Contea di Cork e sua madre era Sophia Julia (nata Besnard). Quando aveva nove anni, la famiglia si trasferì a Marlesford, Suffolk e successivamente a Thornton Heath, vicino a Croydon, nel Surrey. Da bambina fu educata dalle governanti. Le piaceva cavalcare e sparare e disse che avrebbe voluto essere nata maschio. Imparò a guidare e guidò una vecchia macchina da corsa francese. Accettò un lavoro come segretaria.
Nel suo tempo libero si formò con la First Aid Nursing Yeomanry (FANY), fondata nel 1907 come organizzazione paramilitare a cavallo di sole donne, imparando il primo soccorso, l'equitazione, la trasmissione di segnali e le esercitazioni. Lasciò la FANY nel 1910, unendosi a un'altra ribelle, Mabel St Clair Stobart, nella formazione del Corpo Convoglio Malati e Feriti delle Donne. Il Convoglio fece servizio in Serbia e Bulgaria nel 1912 durante la Prima guerra balcanica. Allo scoppio della prima guerra mondiale nel 1914, si offrì volontaria per diventare infermiera, ma fu respinta per mancanza di qualifiche.

### Carriera militare
Si unì comunque a un'unità della St John Ambulance in Inghilterra e Galles istruita dall'infermiera americana Mabel Grouitch e il 12 agosto 1914 lasciò l'Inghilterra per la Serbia con un gruppo di 36 donne per cercare di aiutare le crisi umanitarie lì. Arrivarono alla città di Kragujevac che era la base delle forze serbe che combattevano contro l'offensiva austro-ungarica. Entrò a far parte della Croce Rossa serba e lavorò in un'ambulanza per il 2º reggimento di fanteria dell'Esercito Serbo. Nel 1914 fece un giro a cavallo con un soldato serbo che, impressionato dalle sue abilità equestri, le disse che era sprecata come infermiera e che avrebbe dovuto arruolarsi come soldato: lei disse alla dottoressa Isabel Emslie Hutton: "Ho sempre desiderato essere un soldato e combattere".
Nel 1915 Sandes lottò con insistenza per arrivare al fronte, nonostante gli sforzi di persone come il console britannico, che le ordinò di tornare per la sua salvezza, raggiungendo infine l'ambulanza del Secondo Reggimento al Passo Babuna. Durante la grande ritirata dell'esercito serbo in Albania, tutto il resto del personale dell'ambulanza fuggì o fu ucciso. Lei non poteva più rendersi utile come infermiera e fu arruolata come soldato semplice dal generale Miloš Vasić. Rapidamente avanzò al grado di caporale. Raccontò in seguito che per formalizzare il cambiamento si tolse il distintivo della Croce Rossa e lo sostituì con le figure reggimentali in ottone delle controspalline del colonnello Milich. Nel 1916, durante l'avanzata serba su Bitola (Monastir), fu gravemente ferita da un granata in un combattimento corpo a corpo. In seguito a questo atto di valore ricevette la più alta onorificenza dell'esercito serbo, l'Ordine della Stella dei Karađorđević. Allo stesso tempo fu promossa al grado di sergente maggiore.
Sempre nel 1916 la Sandes pubblicò la sua autobiografia, An English Woman-Sergeant in the Serbian Army, basata sulle sue lettere e sui suoi diari. Questo racconto le fu di aiuto nel raccogliere fondi per l'esercito serbo e fu confrontato con gli scritti della dottoressa Caroline Matthews, Esperienze di una dottoressa in Serbia. Con Evelina Haverfield la Sandes fondò l'Onorevole Fondo di Evelina Haverfield e del sergente maggiore Flora Sandes per la promozione del comfort per soldati e prigionieri serbi. Impossibilitata a continuare a combattere a causa del suo infortunio, trascorse il resto della guerra dirigendo un ospedale. Nel giugno 1919 in Serbia fu approvata una legge speciale del Parlamento che la rese la prima donna ufficiale dell'esercito serbo. Fu finalmente smobilitata nell'ottobre 1922.

### Più avanti negli anni
Nel maggio 1927 la Sandes sposò Yuri Yudenitch, un ex ufficiale generale dell'Armata Bianca russa. La coppia visse per un periodo in Francia, ma poi tornò in Serbia, che era diventata parte del Regno di Jugoslavia e si stabilì a Belgrado. Tra gli altri lavori la Sandes guidò il primo taxi di Belgrado. Sempre nel 1927 pubblicò una seconda autobiografia. Tenne numerose conferenze sulle sue esperienze in tempo di guerra nel Regno Unito, Australia, Nuova Zelanda, Francia, Canada e negli Stati Uniti. Indossava la sua uniforme militare mentre teneva le sue lezioni.
Quando durante la seconda guerra mondiale la Germania lanciò la sua Invasione della Jugoslavia nell'aprile 1941, la Sandes e Yudenitch furono richiamati al servizio militare, ma l'invasione terminò prima che potessero assumere qualsiasi incarico militare. Furono brevemente internati dai tedeschi, prima di essere rilasciati sulla parola. Yudenitch si ammalò, fu portato in ospedale e vi morì nel settembre 1941.
In seguito la Sandes tornò in Inghilterra. Trascorse gli ultimi anni della sua vita nel Suffolk, vivendo a Lower Hacheston vicino a Wickham Market.
Morì all'East Suffolk e Ospedale di Ipswich il 24 novembre 1956: fu cremata all'Ipswich Crematorium e le sue ceneri furono sparse nel Garden of Remembrance. Nella chiesa di Sant'Andrea a Marlesford le è dedicata una targa commemorativa sulla parete sud negli stalli del coro.

## Eredità
- Nel 1920 la scultrice Alice Meredith Williams realizzò un modello in gesso dipinto di Flora Sandes in azione per l'Imperial War Museum, dove si trova.[26]
- Nel 2009 una strada a Belgrado è stata intitolata a lei.[27]
- In passato c'era un pub Wetherspoon[28] chiamato The Flora Sandes in suo onore a Thornton Heath. Ha chiuso nel 2018.[29]

## Nella cultura popolare
- Our Englishwoman, un film per la televisione basato sulla biografia di Flora Sandes e diretto da Slobodan Radovitch, è stato prodotto nel 1997 dal servizio di trasmissione serba RTS.[30][31]
- L'ultima traccia dell'album England Green and England Grey di Reg Meuross è The Ballad of Flora Sandes. È un'interpretazione della sua vita.

### Autobiografie
- Flora Sandes, An English Woman-Sergeant in the Serbian Army, London, Hodder & Stoughton, 1916.
- Flora Sandes, The Autobiography of a Woman Soldier: A Brief Record of Adventure with the Serbian Army 1916–1919, London, H.F. & G. Witherby, 1927.

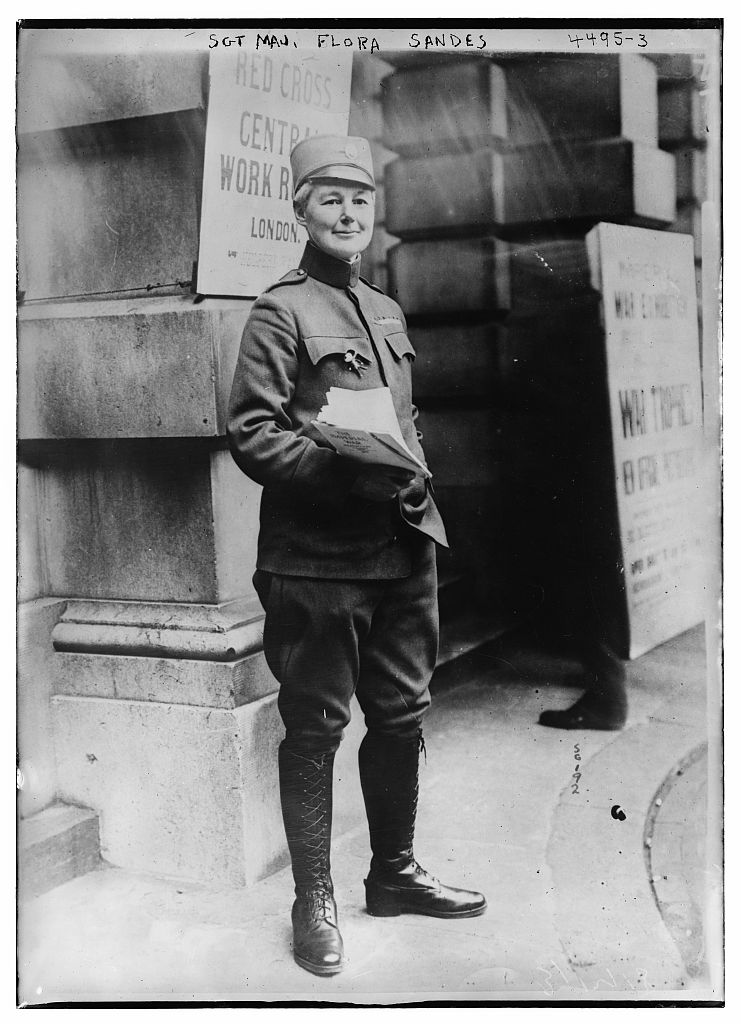
Il Serg. Mag. Flora Sandes

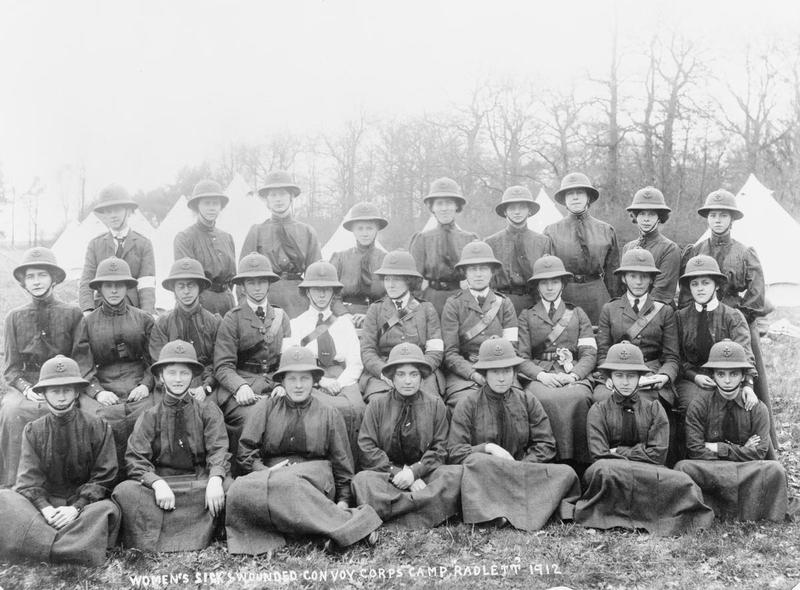
Corpo Convoglio Malati e Feriti delle Donne

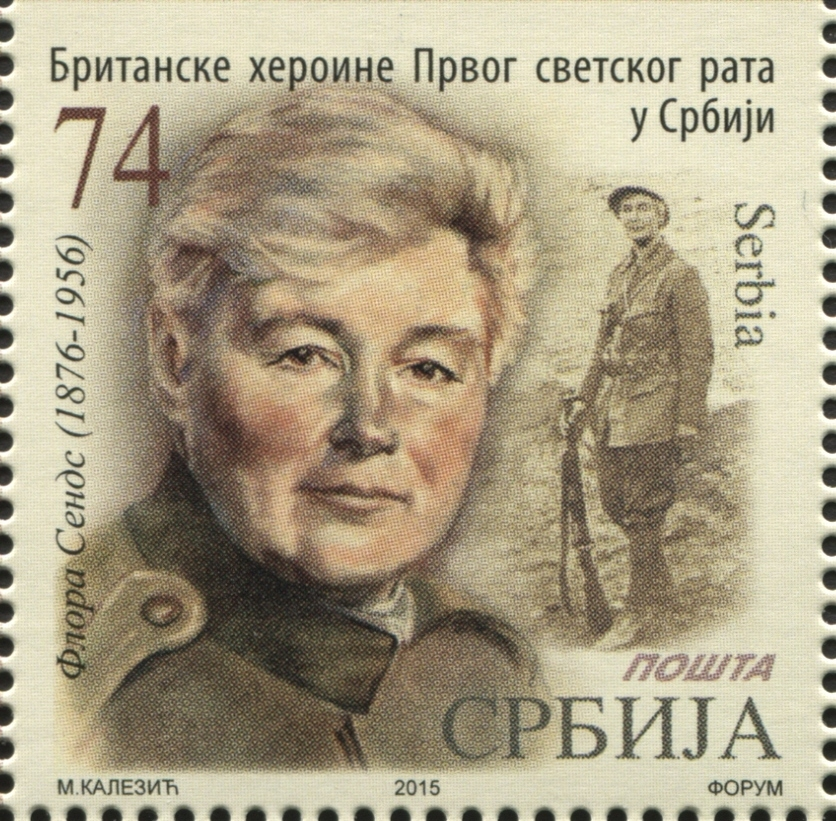
La Sandes su un francobollo della Serbia del 2015

### Altre fonti
- Anon, Obituary: Miss Flora Sandes: Combatant in Serbian Army, in The Times, London, 1º dicembre 1956,  p. 8.
- Alan Burgess, The Lovely Sergeant, London, Heinemann, 1963, OL 5847758M. (Questo lavoro si basa sulle due autobiografie della Sandes e su altre fonti storiche, ma include anche dialoghi e passaggi fantasiosi.)
- Paula Kitching, Four faces of nursing and the First World War, in The Historian, vol. 119, 2013,  pp. 30-35.
- J. Lee, Un'infermiera e un soldato: genere, classe e identità nazionale nelle avventure della prima guerra mondiale di Grace McDougall e Flora Sandes, in Women's History Review, vol. 15, n. 1, 2006,  pp. 83-103, DOI:10.1080/09612020500440903.
- Bryan MacMahon, Captain Flora Sandes of the Serbian Army, in Irish Sword, vol. 25, 2005–2006,  pp. 419-436.
- Louise Miller, A Fine Brother: the life of Captain Flora Sandes, Richmond, Surrey, Alma Books, 2012, ISBN 9781846881848.
- Elisabeth Shipton, Female Tommies: the frontline women of the First World War, Stroud, The History Press, 2014, ISBN 9780752491431.
- Julie Wheelwright, Flora Sandes: Military Maid, in History Today, vol. 39, n. 3, 1989,  pp. 42-48.
- Julie Wheelwright, Amazons and Military Maids: women who dressed as men in the pursuit of life, liberty and happiness, London, Pandora, 1989, ISBN 0-04-440356-9, OL 3393908W.
- Julie Wheelwright, Yudenitch [Yudenich], Flora Sandes (1876–1956), Oxford University Press, 2004, 49662.